# Mount Trezubec
Mount Trezubec ist ein Berg in den Prince Charles Mountains des ostantarktischen Mac-Robertson-Lands. Er ragt als einer der Amery Peaks im östlichen Teil der Aramis Range auf.
Die Benennung geht vorgeblich auf russische Wissenschaftler zurück. Der weitere Benennungshintergrund ist nicht überliefert.